# ルクセンブルクにおけるホロコースト

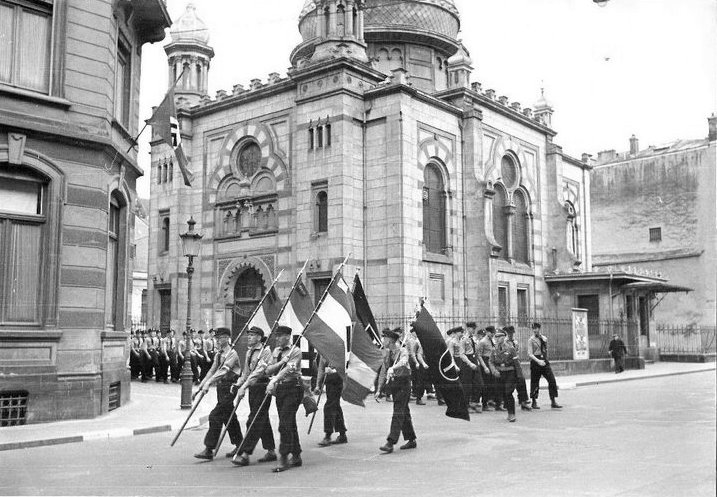
ルクセンブルクのシナゴーグのそばを通るナチスのパレード（1941年）。それは、1943年に破壊された。

ルクセンブルクにおけるホロコーストは、ナチス・ドイツに占領、併合されたルクセンブルクで行われたユダヤ人に対する組織的な迫害、追放、殺人である。
一般的には、1940年5月10日のドイツ軍の侵攻あるいは占領初期の数ヶ月間で多数がフランスに退避したが、戦前のルクセンブルクにおけるユダヤ人の人口はおよそ3,500人だったと言われている。およそ1,000人から2,500人ほどが、東ヨーロッパのゲットーや絶滅収容所に送られ、ホロコーストで亡くなった。

## 歴史
第二次世界大戦前のルクセンブルクには、およそ3,500人のユダヤ人が住んでいた。多くが少し前にナチス・ドイツや東ヨーロッパにおける迫害から退避したり、ルクセンブルクと周辺国との商業的な結びつきやドイツ語が一般的に使われていることに引き付けられて、ルクセンブルクに来ていた。大多数が1940年5月10日のドイツ軍侵攻により、フランス、ベルギー、ルクセンブルクの市民の国外脱出の一部として、フランス東部や南部に退避した。ルクセンブルクに設立されたドイツの占領政権により1940年9月5日にニュルンベルク法が適用され、ますますユダヤ人が退避していった。移住が禁じられた1941年10月までに、2,500人のユダヤ人がルクセンブルクを出て、主にフランスのヴィシー政権によるen:Zone libreに向かった。しかし、移民の多くが、フランスにおけるホロコーストの犠牲者になった。1941年9月から、すべてのユダヤ人が公の場における識別のためにイエローバッジを着用させられた。
ナチス政権は、残りの800人のユダヤ人を北部のトロワヴィエルジュにあったen:Fuenfbrunnen transit campに抑留した。1941年10月に追放プログラムが始まり、主にドイツ占領下のポーランドのウッチ・ゲットーやアウシュヴィッツ＝ビルケナウ強制収容所、en:Theresienstadt Ghettoに送られた。ルクセンブルクから追放された中で、終戦まで、わずかに36人しか生き残らなかったと言われている。1942年8月、ルクセンブルクは正式にナチス・ドイツに併合された。

## 余波
1945年初頭にルクセンブルクは西部の連合国軍により解放されたが、1950年の法律により1931年以前の移民の資格が停止され、多数のユダヤ人の被害者や家族が、戦前に国内にあった資産を回復することができなかった。2019年には、ルクセンブルクは西ヨーロッパで唯一の重要な賠償問題に取り組んでいない国であると言われていた。
2015年、グザヴィエ・ベッテル政権は、ルクセンブルクのユダヤ人コミュニティに対し、いくつかの公共機関の共謀を含む、ホロコーストにおける国の役割について謝罪した。